# جونپور
جونپور شهری است در اوتار پرادش هند. در تاریخ از این شهر با عنوان‌هایی همچون دارالعلم، دهلی ثانی، شیراز هند و شیراز شرق یاد شده‌است.

## جمعیت
جمعیت این شهر در سال ۲۰۰۱ میلادی ۳٬۹۱۱٬۶۷۸ تخمین زده شده‌است.

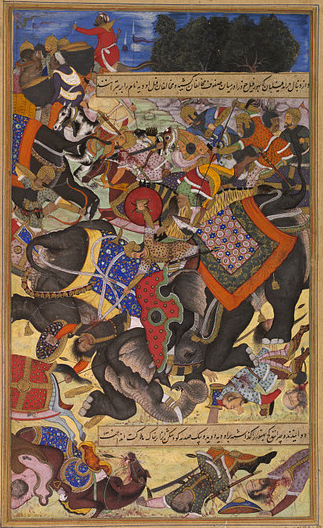